# Martin Eng
Martin Eng (5 de marzo de 1986) es un deportista noruego que compitió en biatlón. Ganó una medalla de plata en el Campeonato Europeo de Biatlón de 2012, en la prueba por relevos.

## Palmarés internacional
| Campeonato Europeo | Campeonato Europeo   | Campeonato Europeo | Campeonato Europeo |
| Año                | Lugar                | Medalla            | Prueba             |
| ------------------ | -------------------- | ------------------ | ------------------ |
| 2012               | Osrblie (Eslovaquia) | Medalla de plata   | Relevos            |